# Bruce Darnell
Bruce Darnell, né le 19 juillet 1957 dans le Colorado, est un mannequin, chorégraphe, danseur et écrivain américain.

## Biographie
Né de parents afro-américains, Bruce Darnell a grandi dans le Colorado avec ses neuf frères et sœurs. Il décrit son enfance comme difficile parce qu'il était le seul fils non sportif de son père qui a physiquement abuser de lui. Après l'école, Darnell s'est engagé dans l'armée américaine en 1974 et a servi pendant six ans comme parachutiste au sein de la 82e Division aéroportée américaine à Fort Bragg, en Caroline du Nord. Il a reçu une bourse de l'armée et a étudié la sociologie pendant deux ans et demi. Après avoir quitté l'armée, Bruce Darnell s'est rendu en Allemagne, où son beau-père a été affecté comme soldat professionnel à Augsbourg pendant son enfance. À Munich, il a travaillé pendant six ans comme serveur dans des discothèques. Ici, il a été approché et invité à un casting de mannequin.

## Carrière professionnelle
En 1983, il a commencé sa carrière comme mannequin à Munich et l'a poursuivie plus tard à Cologne. Dans les années suivantes, il a défilé pour Kenzo, Issey Miyake et Hermès lors de défilés de mode à Paris, Milan, Tokyo et New York. Depuis 1990, Darnell travaille comme chorégraphe et forme des mannequins pour le défilé.
En 2006, Bruce Darnell est devenu membre du jury de l'émission de télévision ProSieben, Next Topmodel de l'Allemagne. Sa popularité était principalement due à son comportement parfois efféminé et à son accent américain caractéristique. Darnell a utilisé sa popularité pour signer des contrats publicitaires pour C&A et le fournisseur de téléphonie mobile Fonic. Début octobre 2007, on[Qui ?] a appris que Bruce Darnell n'avait pas été engagé par ProSieben pour une autre saison de l'émission. La chaîne de télévision MTV a engagé Bruce Darnell en septembre 2007 pour une apparition dans l'émission MTV Designerama.
De février à mars 2008, il a animé sa propre émission quotidienne, nommé Coaching Bruce. Avec une part de marché de 6,4 % chez les 14 à 49 ans, cela ne correspondait pas à l'attente d'un renforcement de la tranche d'écoute traditionnellement faible à 18 h 55 et a été vendu après la première saison (20 épisodes). Le 22 février 2008, Bruce Darnell a publié son livre Drama, Baby, Drama ! Comment vous devenez ce que vous êtes, qui s'est placé sur la liste des best-sellers Focus. En plus des conseils de style, le livre traite aussi de la façon de se trouver soi-même. Le livre a également été publié sous forme de livre audio en mars 2008.
Après que Bruce Darnell ait annulé sa participation en tant que juré à la première saison de Das Supertalent en raison de difficultés de programmation, le producteur musical Dieter Bohlen a exprimé le souhait de nommer Bruce Darnell en tant que juré pour la cinquième saison du casting de RTL Deutschland sucht den Superstar, ce qui a toutefois été rejeté par la station. De 2008 à 2010, Bruce Darnell a fait partie du jury de l'émission allemande Das Supertalent aux côtés du musicien allemand Dieter Bohlen et du mannequin néerlandais Sylvie Meis. Bruce Darnell est également réapparu en tant que chorégraphe de 2008 à 2009 dans l'émission Germany Next Topmodel sur Sat.1. Son premier parfum Bruce pour hommes, Darnell pour femmes, est sorti en octobre 2009. En septembre 2011, il a été nommé membre du jury de Deutschland sucht den Superstar  en 2012 aux côtés du musicien allemand Dieter Bohlen et la chanteuse allemande Natalie Horler. Bruce Darnell fait à nouveau partie du jury de Das Supertalent depuis 2013.
Depuis de nombreuses années, Bruce Darnell fait de la publicité pour la bague d'ameublement VME, partenaire de la grande association de l'ameublement. La publicité YouTube lancée dans le cadre de la campagne interliving avec Bruce Darnell a déjà généré plus de 1,2 million de clics.

## Livres
- 2008 : Drama, Baby, Drama - Wie Sie werden, was Sie sind (sorti le 15 avril 2008)

## Animation
- 2008 : Coaching Bruce : Créateur, producteur et animateur
- 2006-2007 : Germany's Next Topmodel : Chorégraphe
- 2008-2010, Depuis 2013 : Das Supertalent : Juge
- 2012 : Deutschland sucht den SuperStar (9e saison) : Juge